# Адигейск
Адигейск (на руски: Адыгейск, на адигейски: Адыгэкъалэ) е град в автономна република Адигея, Русия. Населението му през 2010 година е 12 226 души.

## Население
Населението на града през 2010 година е 12 226 души. През 2002 година населението на града е 12 209 души, от тях:
- 9460 (77,5 %) – адигейци
- 2270 (18,6 %) – руснаци
- 84 (0,7 %) – украинци
- 60 (0,5 %) – арменци